# Nelson A. Miles
Nelson Appleton Miles (Westminster, 8 augustus 1839 - Washington D.C., 15 mei 1925) was een Amerikaanse generaal die diende in de Amerikaanse Burgeroorlog, de Grote Siouxoorlog van 1876 en de Spaans-Amerikaanse Oorlog.

## Biografie
Nelson A. Miles werd geboren op de familieboerderij in Westminster, Massachusetts. Hij ging vervolgens op zestienjarige leeftijd werken in Boston en volgde 's avonds lessen. toen de Amerikaanse Burgeroorlog uitbrak meldde hij zich als vrijwilliger aan bij de Union Army. Gedurende de oorlog wist hij in rang op te klimmen en na de slag bij Antietam werd hij bevorderd tot kolonel. Hij vervolgens ook nog mee in de slagen bij Fredericksburg en Chancellorsville. Op 26-jarige leeftijd werd Miles in 1865 benoemd tot majoor-generaal van de vrijwilligers. Na de oorlog kreeg hij het commando over Fort Monroe, waar de zuidelijke president Jefferson Davis gevangen zat.

### Indianenoorlogen
Op 30 juni 1868 huwde Miles met Mary Hoyt Sherman, een nichtje van William Tecumseh Sherman. In 1874 was hij betrokken bij het verslaan van de Comanche, Kiowa en de zuidelijke Cheyenne tijdens de Red River-oorlog. Twee jaar later wist hij Sitting Bull in de Slag bij Cedar Creek te verslaan. Vervolgens wist Miles op 5 maart 1877 in de slag bij Wolf Mountain ook de krijgers van Crazy Horse een belangrijke slag toe te brengen. Daarna werd zijn hulp ingeschakeld om de vluchtende Nez Percé te onderscheppen die onderweg naar Canada waren. Hij wist hen te achterhalen bij de Bear Paw Mountains en na de komst van John Gibbon gaven ook de Nez Percé zich over aan het Amerikaanse leger. Na hun deportatie bleef Miles zich voor het lot van de Nez Percé inzetten en deed daarbij zelfs een beroep op president Rutherford B. Hayes.
In december 1880 volgde de promotie tot brigadier-generaal en in 1886 verving hij generaal George Crook in diens strijd tegen Geronimo. Miles wist er ook voor te zorgen dat deze opstandeling zijn wapens tegen het Amerikaanse leger neerlegde. Hij nam vervolgens nog eenmaal de wapens op tegen de inheemse volkeren en dat was in 1890 toen de Sioux in opstand kwamen tegen de Amerikanen. Zijn eigen bevelen waren medeverantwoordelijk geweest voor het Bloedbad van Wounded Knee.

### Oorlog met Spanje en dood
Miles werd in 1895 benoemd tot Commanding General of the United States Army een functie die hij ook vervulde toen in 1898 de oorlog met Spanje uitbrak. Onder zijn leiding viel het Amerikaanse leger Puerto Rico binnen en werd het eiland veroverd. Vanwege zijn verdiensten in de oorlog werd hij in 1900 bevorderd tot luitenant-generaal. Drie jaar later ging hij met pensioen en de functie van Commanding General werd met zijn pensioen ook afgeschaft waarna het congres de functie van Chief of Staff of the United States Army introduceerde.
In 1904 probeerde hij namens de Democratische Partij een gooi te doen naar het presidentschap, maar in de voorverkiezingen legde hij het af tegen Alton B. Parker. Hij overleed op 85-jarige leeftijd in 1925 te Washington D.C. en werd vervolgens begraven op Arlington National Cemetery, waar hij een eigen mausoleum verkreeg.

## Nalatenschap
De plaats Miles City in de staat Montana werd naar hem vernoemd. In de film Geronimo: An American Legend werd de rol van Nelson Miles geportretteerd door Kevin Tighe en in de HBO-film Bury My Heart at Wounded Knee door Shaun Johnston. Zijn zoon Sherman Miles werd ook officier in het Amerikaanse leger en diende in de Tweede Wereldoorlog.